# Oskar Klug
Oskar Klug (* 28. November 1902 in Hamburg; † 1987) war ein deutscher Wirtschaftswissenschaftler.

## Beruflicher Werdegang
Klug studierte an den Universitäten Hamburg und München Volkswirtschaftslehre, Soziologie, Rechtswissenschaft und Geschichte. 1925 erlangte er den Abschluss als Dipl.-Volkswirt, 1928 die Promotion in Hamburg, 1931 die Habilitation an der Universität Genf; danach war er dort Privatdozent. Klug strebte die Laufbahn eines Professors oder auch eines wissenschaftlichen Publizisten an. Als Publizist hatte er ein gewisses Gefühl für aktuelle Themen, ohne jedoch davon leben zu können. Als Hochschullehrer blieb er zeitlebens auf der Stufe eines außerordentlichen oder nebenberuflichen Honorardozenten stehen. Parallel dazu war er als Textilfabrikant in Berlin tätig. Ab 1948 oder 1949 war er als Honorarprofessor an der Freien Universität Berlin beschäftigt.

## Politische Orientierung
Klug begrüßte anfangs den Nationalsozialismus enthusiastisch. Fasziniert war er von dem Konzept des Deutschen Sozialismus, den er publizistisch propagierte. Für ihn war der Liberalismus unmoralisch und eine Verkehrswirtschaft mit mehr Gemeinnutz anzustreben. Er veröffentlichte in einer Reihe der NS-konformen „Akademie für Deutsches Recht“.
Nach dem Zweiten Weltkrieg tat Klug so, als hätte er den Nationalsozialismus nie unterstützt, und warf dies anderen vor. So schrieb er im Mai 1957 einen Brief an den Westberliner Innensenator, in dem er über den damaligen Rektor der Freien Universität, Andreas Paulsen (1955–57), aussagte, er sei ein „aktiver Förderer des Nationalsozialismus gewesen, habe seine Ernennung zum Ordinarius an der Universität Jena im Jahre 1947 dann seiner aktiven Mitgliedschaft in der SED verdankt“ und vertrete überhaupt seine Ämter rein selbstsüchtig-eigennützig. Hintergrund war, dass Klug trotz ständigen Bemühens von Paulsen auf keine ordentliche Professur berufen worden war. Wegen seiner Äußerungen wurde er im April 1960 von einem erweiterten Schöffengericht in Westberlin wegen Verleumdung verurteilt, konnte aber den politischen Opportunismus Paulsens gegenüber dem Nationalsozialismus darlegen:
Auch nach dem Berliner Hochschulskandal von 1960 blieb Klug – trotz eigener Nazi-Affinitäten während der 1930er Jahre – dem Thema der NS-Vergangenheit westdeutscher Professoren treu.

## Publizistische Themen
Anfangs versuchte er, sich als „Gebilde-Theoretiker“ auf dem Feld der unternehmerischen Zusammenschlüsse (Kartelle, Konzerne, Genossenschaften etc.) zu profilieren. Nach 1945 nahm er das Kartellthema wieder auf, orientierte sich aber insgesamt breiter: auf Sozialpolitik und Wirtschaftsordnung. Bereits 1950 hatte er ein allgemeines Lehrbuch der Wirtschaftswissenschaft geschrieben, das drei Auflagen erfuhr. Klug schrieb im Laufe seines Lebens eine Reihe von Rezensionen auf Niederländisch in den Economisch-statistische Berichten und noch mehr auf Deutsch in Schmollers Jahrbuch.

## Werke (Auswahl)
- Das Wesen der Kartell-, Konzern- und Trustbewegung. Ein wirtschaftliches und soziologisches Problem. Fischer, Jena 1930.
- Grundprobleme der kapitalistischen Gebildetheorie und ihre praktischen Folgerungen : Ein Beitr. zu d. Problem "Wirtschaft und Politik" ; [Antrittsrede vor d. Faculté des Sciences Economiques et Sociales de l'Université de Genève am 23. Febr. 1931]. Junker u. Dünnhaupt, Berlin 1931.
- Het economisch stelsel van het Nationaal-Socialisme, in: Economisch-statistische Berichten, Jg. 1934(19), Heft 968, S. 627.
- „Kartell“-Theorie und „Kartell“-Politik im liberalen Kapitalismus und im Deutschen Sozialismus. In: Kartell-Rundschau. Band 33, 1935, Teil 1 in Heft 3, S. 156–174; Teil 2 in Heft 4, S. 232–245; Teil 3 in Heft 5, S. 531–544.
- Konzerne in der neuen Wirtschaft. Wozu sind sie berechtigt oder nicht? Buchholz & Weißwange, Berlin-Charlottenburg 1935, 2. Aufl. 1936 (Schriften der Akademie für Deutsches Recht).
- Die Grundlagen der Wirtschaftswissenschaft. 1950; 3. Auflage, Oldenbourg, München [u. a.] 1982.
- Volkskapitalismus durch Eigentumsstreuung. Illusion oder Wirklichkeit? Stuttgart 1962.
- Katholizismus und Protestantismus zur Eigentumsfrage. Rowohlt, Reinbek b. Hamburg 1966.
- Braune Universität: Deutsche Hochschullehrer gestern und heute. In: Freiheit und Recht. Die Stimme der Widerstandskämpfer für ein freies Europa. Band 12, 1966, Nr. 10, S. 2–4.